# Cruz al Mérito por Ayuda de Guerra
La Cruz al Mérito por Ayuda de Guerra (en alemán: Verdienstkreuz für Kriegshilfe) fue una condecoración de Prusia concedida durante la I Guerra Mundial. Instituida el 5 de diciembre de 1916, la cruz era concedida por ayuda de servicio en la guerra patriótica, sin consideración de estatus ni rango.

## Apariencia
La Cruz al Mérito por Ayuda de Guerra tiene forma de cruz de Malta, normalmente hecha de aleación ennegrecida de Kriegsmetall. El anverso de la cruz lleva un medallón central circular con el monograma coronado de Guillermo II de Alemania. En el reverso del medallón central se halla la inscripción FÜR KRIEGS-HILFSDIENST (Por Ayuda de Guerra al Mérito) sobre una corona de hojas de roble. En el brazo superior se añade un círculo para la suspensión de la cinta.